# Dorfkirche Toitenwinkel

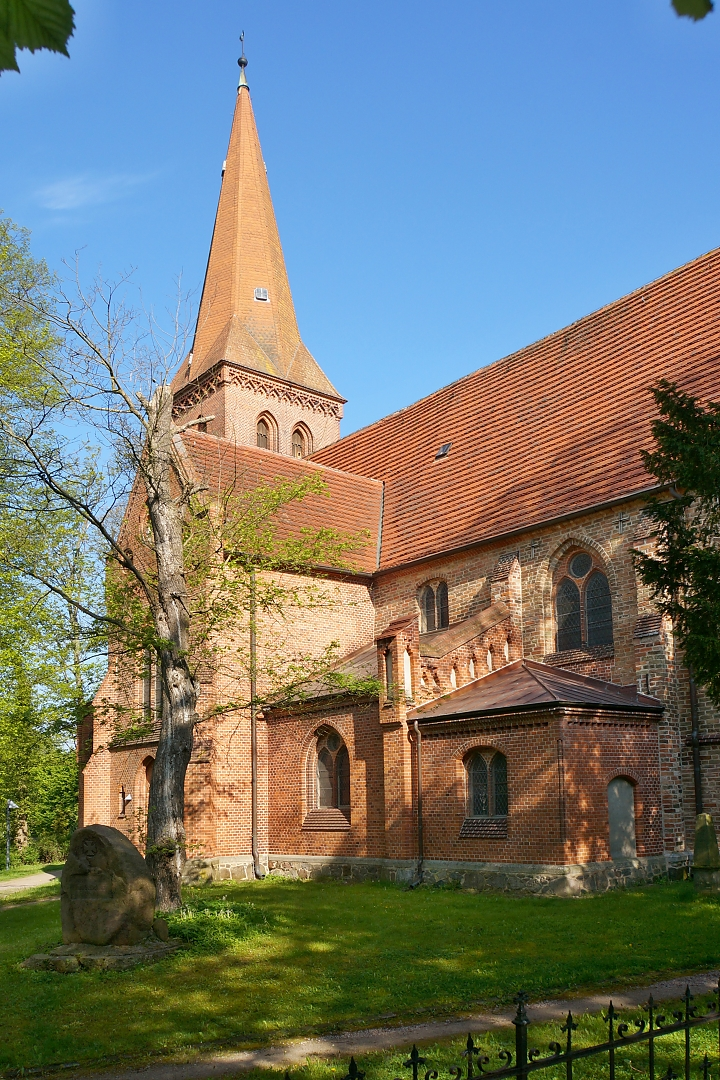
Dorfkirche Toitenwinkel

Die gotische Dorfkirche Toitenwinkel ist ein denkmalgeschütztes Kirchengebäude in Toitenwinkel, einem Ortsteil von Rostock in Mecklenburg-Vorpommern. Die Evangelisch-Lutherische Kirchengemeinde Toitenwinkel gehört zur Propstei Rostock in der Evangelisch-Lutherischen Kirche in Norddeutschland.

## Geschichte und Architektur

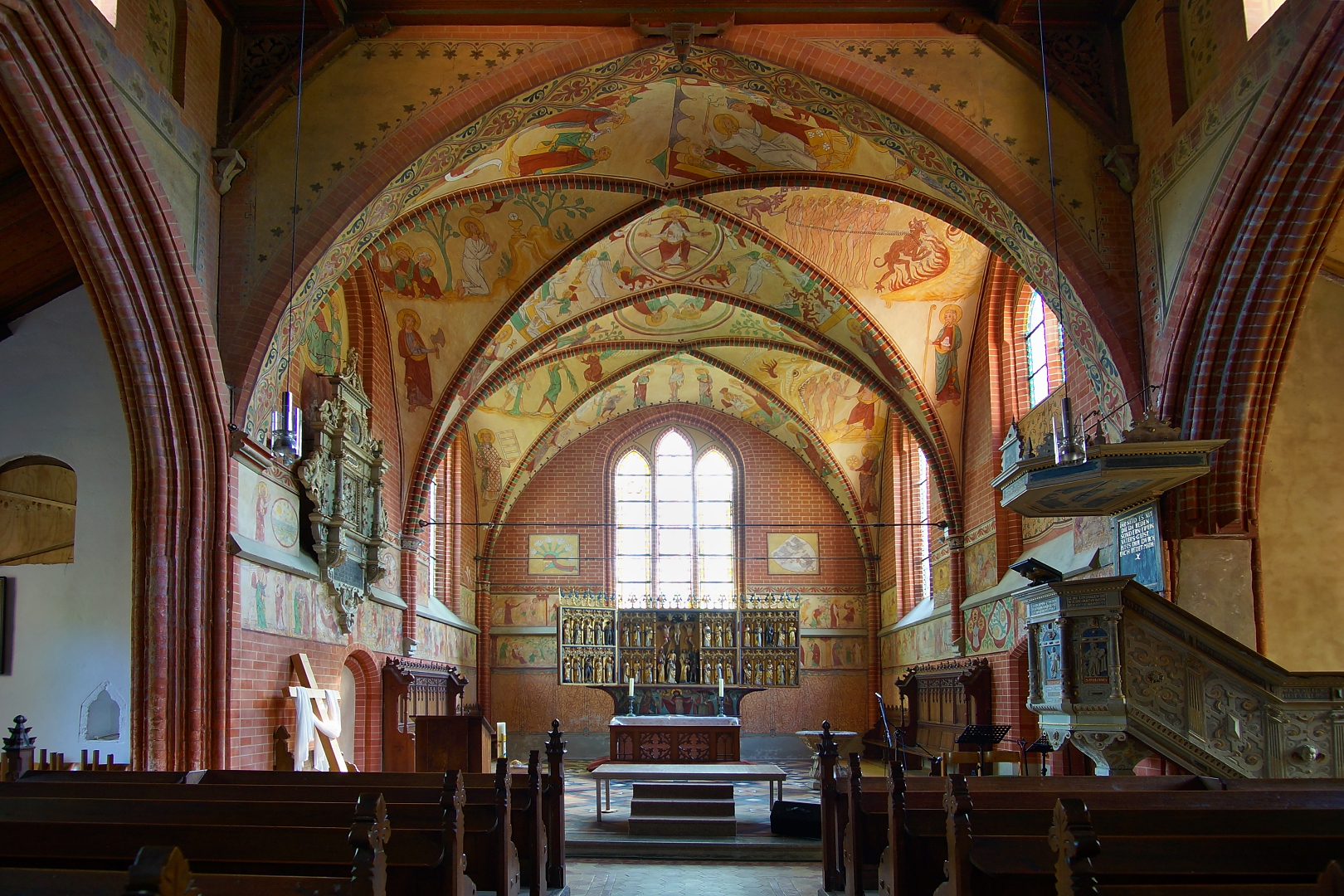
Blick in den Chor

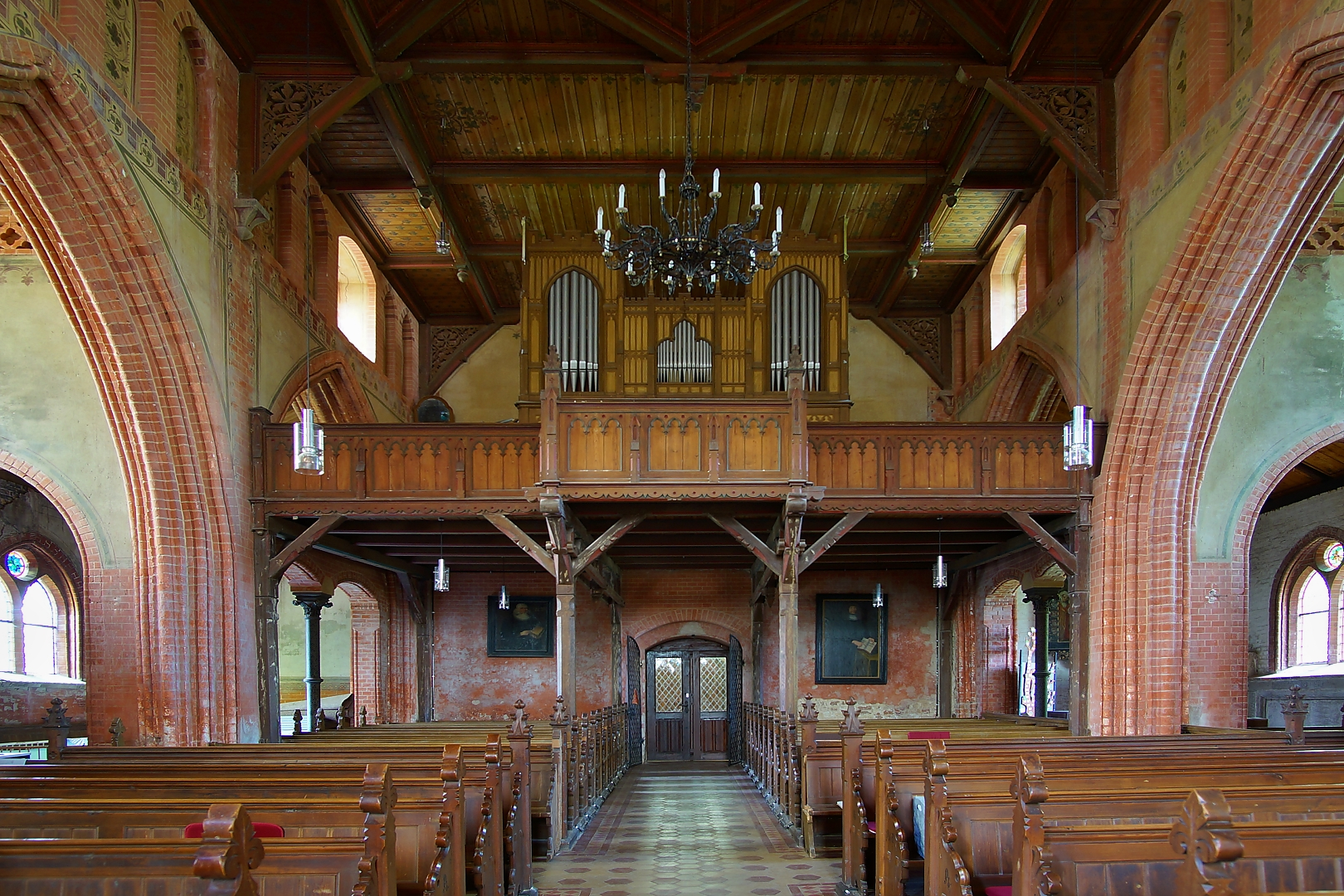
Blick zur Empore

Die Kirche untersteht dem Patrozinium der Heiligen Katharina und Lorenz. Das Backsteingebäude steht über einem Sockel aus Feldstein und wurde im Kern in der ersten Hälfte des 14. Jahrhunderts errichtet. Der Ort und die Burg Toitenwinkel wurden ab dem 13. Jahrhundert bis zum 17. Jahrhundert von den Rittern von Moltke beherrscht, von denen sich zahlreiche Denkmale in der ehemaligen Patronatskirche befinden.
Der rechteckige Chor zu zwei Jochen, mit Strebepfeilern und Blendengiebel ist weitgehend unverändert erhalten und so breit wie das Mittelschiff. Das Langhaus war ursprünglich eine dreijochige Stufenhalle. Es wurde bei der Renovierung im Jahr 1889 nach Entwürfen von Georg Daniel zur Basilika erweitert. Das mittlere Joch der Seitenschiffe wurde querhausartig erhöht, alle Fenster wurden erneuert. Die Fenster in den Wänden des Seitenschiffes sind spitzbogig, die im Obergaden segmentbogig. Zur selben Zeit wurde der neugotische Westturm aufgemauert.
Der Chor und das Schiff sind durch einen spitzbogigen Triumphbogen unterteilt. Im Innenraum sind noch die reich gegliederten Pfeiler und Scheidbögen der ursprünglichen Hallenkirche erhalten. In die drei Schiffe wurden Holzdecken eingezogen, die Bündelpfeiler und die Arkaden sind mittelalterlich. Im Chor ruht ein Kreuzgratgewölbe mit Birnstabrippen über Halbrunddiensten mit kelchförmigen Kapitellen. Die Gewölbe- und Wandmalereien von der zweiten Hälfte des 14. Jahrhunderts, im Chor, wurden bei der Renovierung im Jahr 1889 umfassend erneuert. Auf zwei Wandfriesen sind Darstellungen aus dem Alten- und Neuen Testament zu sehen. In den Gewölben werden Passionsszenen, die Krönung Mariens, das Jüngste Gericht, sowie verschiedene Heilige und Apostel dargestellt. In der Fensterblende an der Nordseite befindet sich eine Darstellung des Christophorus.

## Ausstattung

### Flügelretabel
- Das Flügelretabel aus der Zeit um 1480 wurde wohl in einer Rostocker Werkstatt angefertigt. Es ist mit dem Retabel in der Kirche in Bentwisch verwandt. Der Schrein ist mit acht geschnitzten Figuren einer Kalvarienbergszene geschmückt. Seitlich davon stehen je sechs Figuren der Apostel zweireihig übereinander; die Flügel zeigen insgesamt 20  Heiligenfiguren. Von den Bemalungen der Flügel sind nur Reste erhalten. Bei geschlossenen Innenflügeln sind Passionsszenen, bei geschlossenen Außenflügeln Heilige zu sehen. Von den ursprünglichen vier Heiligen sind nur Lorenz und Katharina erhalten. Die Predella ist bemalt und mit Halbfiguren der Kirchenväter und des Schmerzensmannes ausgestattet.[3]

### Sonstige Ausstattung

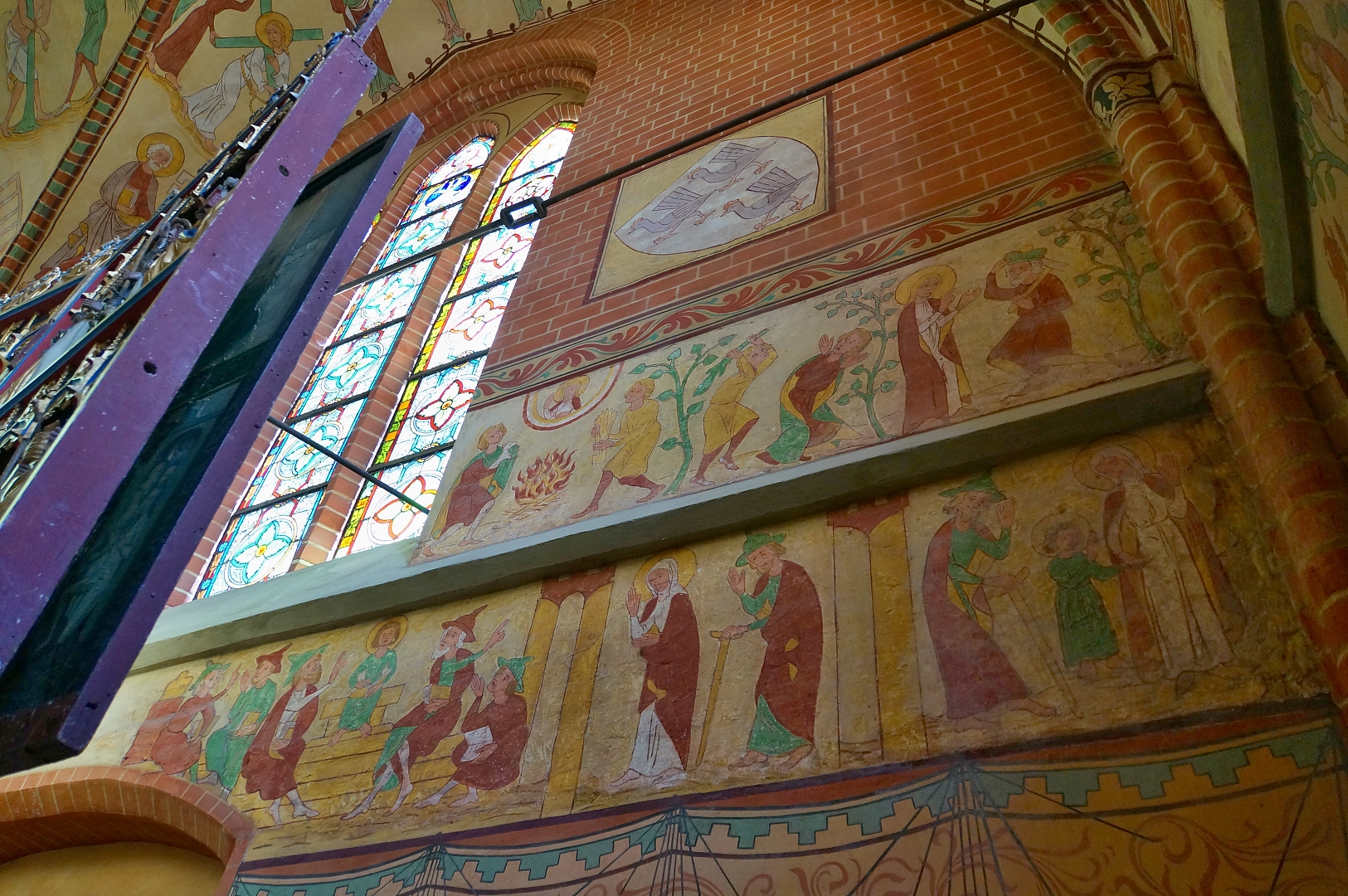
Mittelalterliche Wandmalerei im Chor, oben das Moltke-Wappen

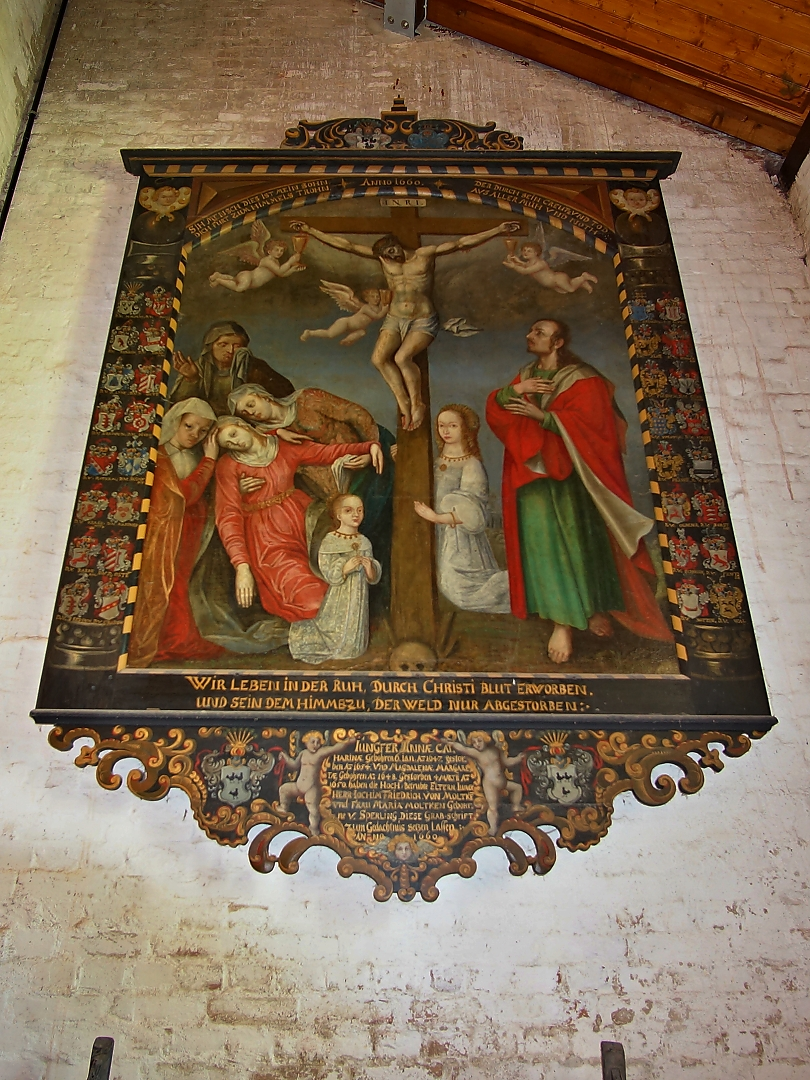
Epitaph für Anna Catharina und Magdalena Margaretha Moltke mit Kreuzigungsdarstellung (1660)

- Die neugotische Holzausstattung wurde 1889 angeschafft.
- Die Kanzel wurde 1601 aus Sandstein und Holz gearbeitet, sie ist reich gegliedert und am Aufgang und der Rückwand mit Beschlagwerk versehen. Der polygonale Kanzelkorb ist durch korinthische Ecksäulen gegliedert und mit Relieffiguren des Salvators und der Evangelisten ausgestattet. Sie wurde von dem jüngsten Sohn von Elisabeth Moltke gestiftet.[4]
- Das Patronatsgestühl wurde um 1610 mit architektonischer Gliederung und Schnitzereien gebaut.
- Ein Epitaph für Sophia von Stralendorf, eine Stieftochter von Gebhard Moltke, wurde 1623 aus Sandstein errichtet.[5] Der Säulenaufbau ist mit figürlichen Ornamenten und Knorpelwerk verziert. Im Mittelfeld ist eine reliefartige Darstellung des Jüngsten Gerichts zu sehen, ansonsten ist das Epitaph mit einer Ahnenprobe und Inschriftentafeln komplettiert.
- Das Epitaphgemälde für Anna Catharina und Magdalena Margaretha von Moltke mit einer Kreuzigung wurde 1660 von Joachim Friedrich von Moltke und seiner Frau gestiftet.
- Die drei Pastorenportraits wurden zum Ende des 17. und Anfang des 18.  Jahrhunderts gemalt. Sie zeigen J. Fahrenhorst, M. Roehpke und C. Schultetus.
- Die drei Wappengrabsteine für Mitglieder der Familie von Moltke stammen aus der Zeit von der zweiten Hälfte des 16. Jahrhunderts bis zum Anfang des 17. Jahrhunderts.
- Die Orgel wurde 1889 von Friedrich Friese aus Schwerin gebaut, sie besitzt einen neugotischen Prospekt und neun Register auf zwei Manualen und Pedal.[6]
- Die vergoldeten Kelche aus Silber und die Patenen sind Arbeiten des 17. und 18. Jahrhunderts. Eine Oblatenschachtel aus Silber ist von 1652, sie wurde von Anna Catharina von Moltke gestiftet.[7] Eine Deckelkanne aus Silber ist von 1864. Die beiden Klingelbeutel wurden im 19. Jahrhundert gefertigt.
- In einer Altarplatte von 1621 waren die Namen des Herren von Toitenwinkel Gebhard von Moltke und seiner ersten Frau Anna von Walsleben, die verstorben war, und seiner zweiten Frau Anna Rotermund verzeichnet. Die Wappen dieser drei Personen sollen früher auch die Chorfenster geschmückt haben.[8]

## Sonstiges
Der Kirchhof ist von einer Mauer aus Feldstein umrahmt.

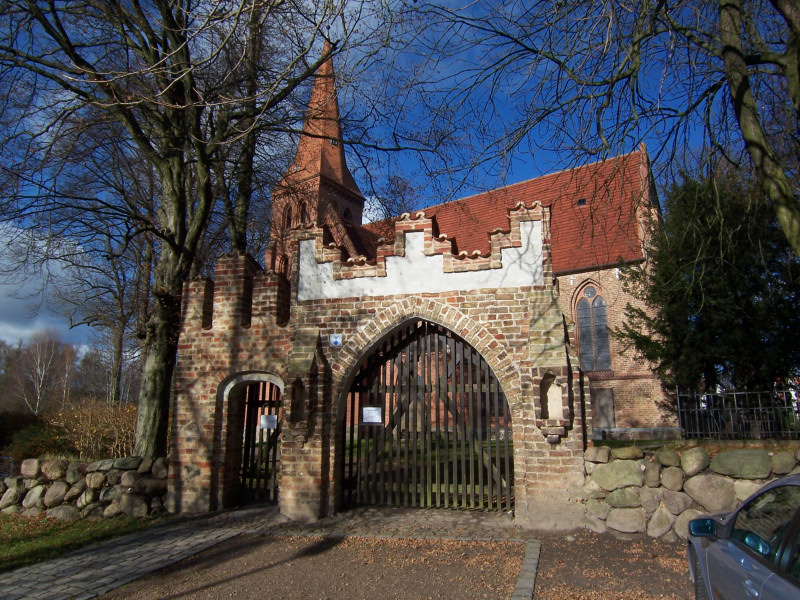
Spätgotisches Tor

Das Kirchhofsportal ist ein aufwendiges Tor aus Backstein, es wurde vermutlich in der zweiten Hälfte des 15. Jahrhunderts errichtet. Die Pforte ist korbbogig und die Durchfahrt spitzbogig gehalten. Die Durchfahrt ist mit Zinnen bekrönt, rechts und links davon sind Nischen in Kleeblattform zu sehen.
Auf dem die Kirche umgebenden Kirchhof befindet sich ein Kriegerdenkmal.

## Förderung
Die notwendigen Renovierungsarbeiten werden von der Hilde-Gruner-Stiftung/Deutsche Stiftung Denkmalschutz finanziell unterstützt.
Der Altar und die Kanzel wurden von 2001 bis 2003 mit finanzieller Unterstützung durch die Familie von Moltke renoviert.